# Leefbaar Leiden
Leefbaar Leiden (LL) is een lokale Nederlandse politieke partij in de gemeente Leiden. De partij is ontstaan in 2000, nadat twee gemeenteraadsleden zich afscheidden van de plaatselijke SP. De partij haalde afwisselend één, twee of drie leden bij de daaropvolgende gemeenteraadsverkiezingen. Begin 2018 maakte partijleider Daan Sloos bekend dat er de partij niet mee zal doen aan de gemeenteraadsverkiezingen van 2018. Hierdoor verdween de partij na 18 jaar uit de Leidse politiek.
In 2014 ontstond er een schisma in de partij. Bij de gemeenteraadsverkiezingen in 2014 behaalde de partij twee zetels, maar binnen een jaar splitste een raadslid zich af. Met hem verlieten ook twee duo-raadsleden de partij. Fractievoorzitter Sloos weet dit aan het feit dat zij ook voor de PVV werkzaam zijn en zeer uitgesproken standpunten over de islam hebben. Nadat het afgesplitste raadslid een paar jaar later besloot te stoppen om gezondheidsredenen ging zijn zetel terug naar Leefbaar Leiden. Omdat echter veel mensen op de lijst het raadslidmaatschap niet accepteerden, bleef de zetel ruim een half jaar leeg. In juni 2017 kon LL de zetel weer vullen.
Begin 2020 kondigde Sloos zijn terugkeer in de Leidse politiek aan omdat het in de gemeenteraad te weinig zou gaan over de 'gewone Leidenaar'. Samen met oud-raadslid Sorel werkte hij aan een herstart van Leefbaar Leiden. Na het overlijden van Sorel in 2021 was Sloos aanvankelijk voornemens om in zijn eentje de deelname aan de verkiezingen voor te bereiden. Uiteindelijk werd toch afgezien van verkiezingsdeelname.